# Omoa

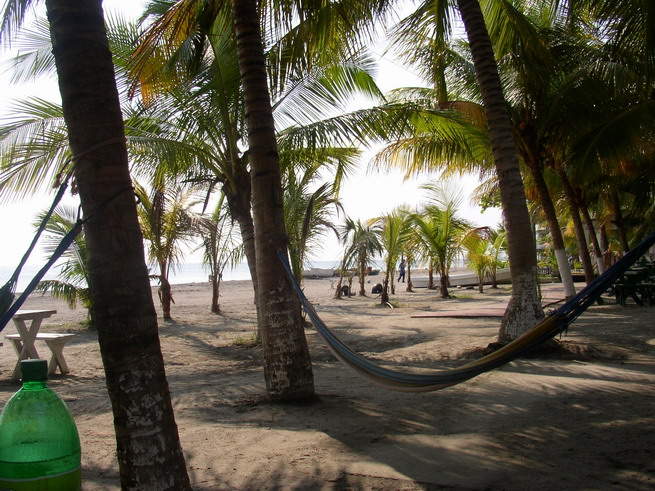
Strandabschnitt bei Omoa

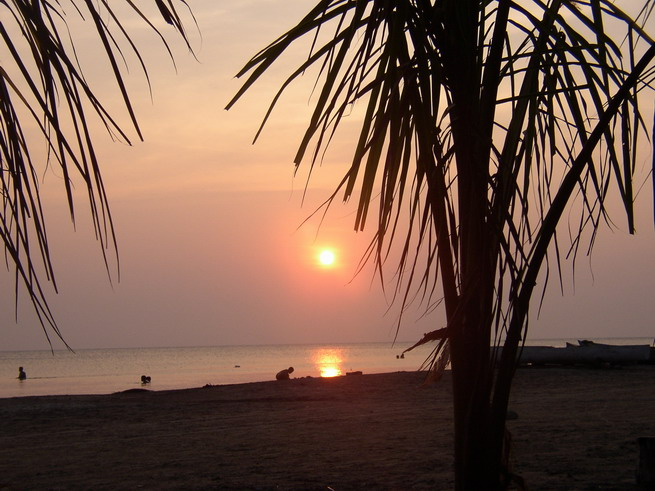
Sonnenuntergang in Omoa

Omoa ist eine kleine Hafenstadt im Norden von Honduras, westlich von Puerto Cortés. Die Stadt liegt an einer schmalen gleichnamigen Bucht in der Nähe der größten Bastion in Zentralamerika, der Fortaleza de San Fernando. Die Festung wurde 1759 erbaut und von den Spaniern zur Abwehr von Piraten genutzt.